# Universal Creative
Universal Creative es una empresa de fabricación y diseño de origen estadounidense, subsidiaria de Universal Parks & Resorts (división de NBCUniversal de Comcast). La compañía diseña, desarrolla y ofrece atracciones, paseos, complejos turísticos y parques temáticos a nivel mundial para los parques temáticos de Universal. El trabajo incluye la planificación, diseño, desarrollo creativo, aspectos ingenieriles, gestión de proyectos e investigación y desarrollo. El equipo de Universal Creative está compuesto por artistas, arquitectos, ingenieros, diseñadores, productores, constructores, escritores, entre otros, que conciben, diseñan y construyen todas las experiencias para Universal Orlando Resort, Universal Studios Hollywood, Universal Studios Japan, Universal Studios Singapore y Universal Beijing Resort.
Es conocida[¿según quién?] por el diseño de inmersivas experiencias de entretenimiento, basadas en las franquicias de NBCUniversal y de otras compañías. Algunas propiedades destacadas usadas bajo licencia por Universal Creative incluyen obras y películas de Harry Potter, Dr. Seuss, Los Simpson, Jurassic Park, Spider-Man, Transformers, Despicable Me y Nintendo.
La compañía tiene sede en Orlando y opera en los parques de Universal Parks & Resorts en todo el mundo.

## Historia
En diciembre de 1958, MCA, Inc. compró el Universal City Studio Lot en California. Después de que MCA y Universal se fusionaran en 1962, MCA-Universal se expandió al entretenimiento. En 1964, MCA-Universal inauguró oficialmente el parque Universal Studios Hollywood. Con el crecimiento del parque, Universal Creative se fundó en 1968 con el nombre de MCA Planning and Development como parte de la división de recreación de MCA-Universal.
Universal Creative continuó operando hasta 1996 como MCA Planning and Development, abriendo Universal Studios Florida en 1990 y creando atracciones como Jaws y ET Adventure. En 1996, MCA fue vendida a Seagram, que cambió el nombre de la empresa a Universal Studios, Inc. En 1997, MCA Planning and Development pasó a llamarse Universal Creative. En 1999, Universal Creative abrió Islands of Adventure en Universal Orlando Resort.
La compañía se mudó de California a Universal Orlando Resort en 2001, el mismo año en que abrió Universal Studios Japan. En 2011, Comcast adquirió NBCUniversal, incorporando tanto Universal Parks & Resorts y Universal Creative en su cartera. Universal Studios Singapore, una empresa conjunta con Resort World Sentosa en la isla de Sentosa, fue inaugurada por Universal Creative en el mismo año. 
Sus próximos proyectos importantes de parques son Universal Beijing Resort y Epic Universe en Universal Orlando. 
Universal Creative tiene actualmente oficinas en Hollywood, Orlando, Osaka y Beijing.
La empresa presenta varias patentes de nuevas tecnologías en la Oficina de Patentes y Marcas de Estados Unidos. En 2019, Universal Creative presentó 43 patentes.

## Organización
- Mark Woodbury: presidente de Universal Creative y vicepresidente de Universal Parks and Resorts[12]
- Steve Blum: vicepresidente sénior, seguridad e ingeniería de conducción[13]
- Thierry Coup: vicepresidente sénior de Creative Studio[14]
- Charlie Gundacker: vicepresidente sénior, desarrollo de atracciones[15]
- Mike Hightower: vicepresidente sénior, director ejecutivo de proyectos[16]
- Brawner Greer: vicepresidente sénior de Asuntos Legales[17]
- Daniel Memis: vicepresidente sénior de finanzas y administración[18]
- Russ Dagon: vicepresidente sénior de desarrollo de complejos turísticos[19]
- Caryl Lucarelli: vicepresidenta de Recursos Humanos[20]
- Gene Dobrzyn: vicepresidente sénior, oficina de gestión de proyectos[21]
- Modesto Alcala: vicepresidente sénior, desarrollo global de restaurantes[22]

## Proyectos

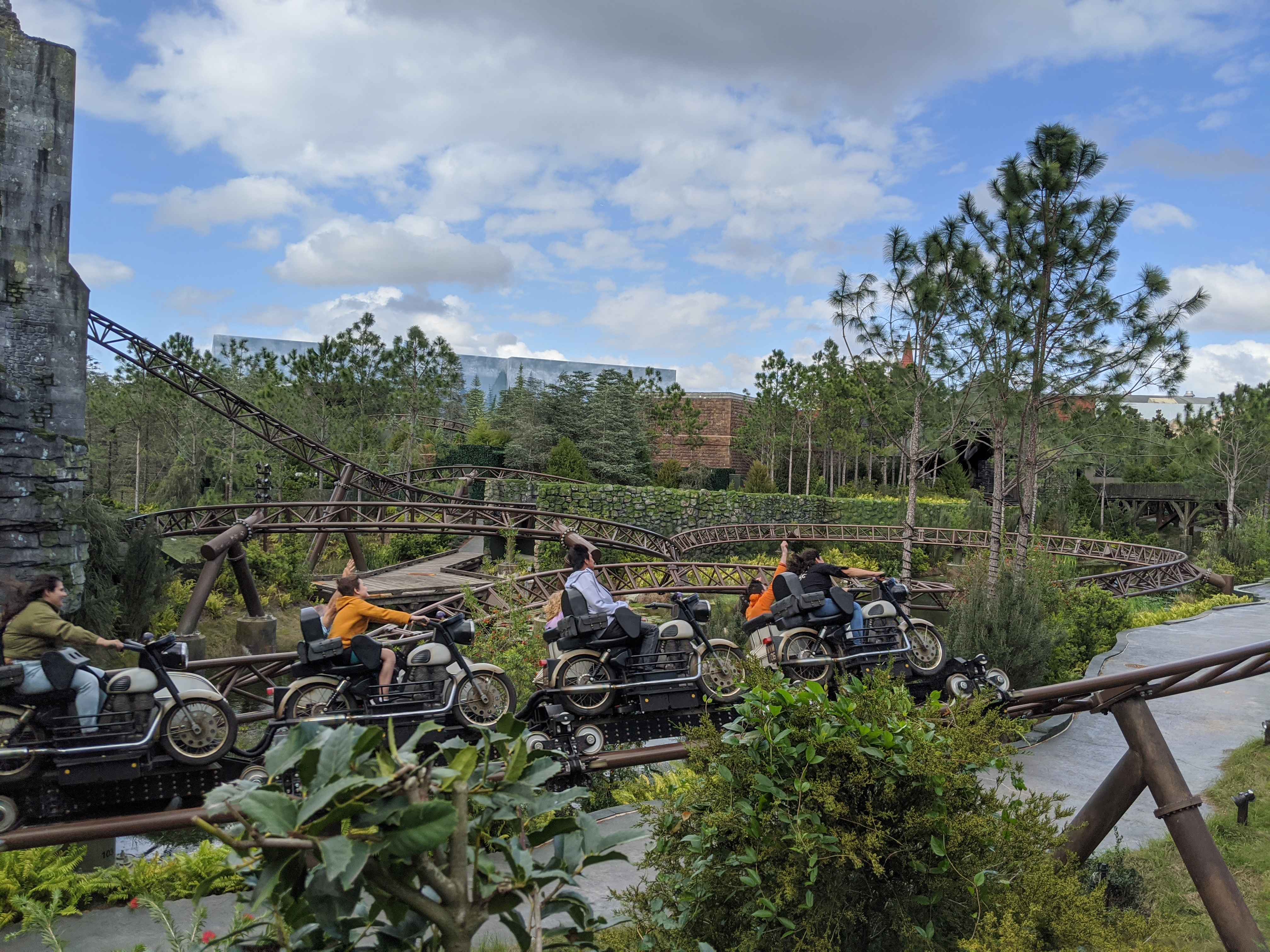
Hagrid's Magical Creatures Motorbike Adventure.

Universal Creative diseña, desarrolla y ofrece atracciones, resorts, restaurantes y  para todo los complejos Universal Parks & Resorts a nivel mundial, muchas de ellas coproducidas con otras empresas y usadas bajo licencia. Esta lista no es exhaustiva ni especializada.

### En desarrollo
- Super Nintendo World
- Universal's Epic Universe
- The Secret Life of Pets: Off the Leash!

### Atracciones basadas en películas
| Proyecto                                    | Parque / Resort             | Fecha de apertura | Notas |
| ------------------------------------------- | --------------------------- | ----------------- | --- |
| The Funtastic World of Hanna-Barbera        | Universal Studios Florida   | 1990              | Coproducido con Hanna-Barbera Productions, Rhythm and Hues, Sullivan Bluth Studios, Landmark Entertainment Group y Ride Trade |
| Alfred Hitchcock: The Art of Making Movies  | Universal Studios Florida   | 1990              | |
| Back to the Future: The Ride                | Universal Studios Florida   | 1991              | Coproducido con Amblin Entertainment, Berkshire Ridefilm                                                                      |
| Back to the Future: The Ride                | Universal Studios Hollywood | 1993              | Coproducido con Amblin Entertainment, Berkshire Ridefilm                                                                      |
| Back to the Future: The Ride                | Universal Studios Japan     | 2001              | Coproducido con Amblin Entertainment, Berkshire Ridefilm                                                                      |
| Terminator 2: 3D - Battle Across Time       | Universal Studios Florida   | 1996              | Coproducido con Landmark Entertainment y Digital Domain                                                                       |
| Terminator 2: 3D - Battle Across Time       | Universal Studios Hollywood | 1999              | Coproducido con Landmark Entertainment y Digital Domain                                                                       |
| Terminator 2: 3D - Battle Across Time       | Universal Studios Japan     | 2001              | Coproducido con Landmark Entertainment y Digital Domain                                                                       |
| Jimmy Neutron's Nicktoon Blast              | Universal Studios Florida   | 2003              | Coproducido con Nick Digital y Ride Trade                                                                                     |
| Shrek 4-D                                   | Universal Studios Hollywood | 2003              | Coproducido con DreamWorks Animation                                                                                          |
| Shrek 4-D                                   | Universal Studios Florida   | 2003              | Coproducido con DreamWorks Animation                                                                                          |
| Shrek 4-D                                   | Universal Studios Japan     | 2003              | Coproducido con DreamWorks Animation                                                                                          |
| Shrek 4-D                                   | Universal Studios Singapore | 2010              | Coproducido con DreamWorks Animation                                                                                          |
| The Simpsons Ride                           | Universal Studios Florida   | 2008              | Coproducido con 20th Century Fox Television, Gracie Films, Reel FX Creative Studios y Blur Studio                             |
| The Simpsons Ride                           | Universal Studios Hollywood | 2008              | Coproducido con 20th Century Fox Television, Gracie Films, Reel FX Creative Studios y Blur Studio                             |
| Harry Potter and the Forbidden Journey      | Islas de la Aventura        | 2010              | Coproducido con Warner Bros. Recreation Group                                                                                 |
| Harry Potter and the Forbidden Journey      | Universal Studios Japan     | 2014              | Coproducido con Warner Bros. Recreation Group                                                                                 |
| Harry Potter and the Forbidden Journey      | Universal Studios Hollywood | 2016              | Coproducido con Warner Bros. Recreation Group                                                                                 |
| Despicable Me Minion Mayhem                 | Universal Studios Florida   | 2012              | Coproducido con Illumination Entertainment y Ride Trade                                                                       |
| Despicable Me Minion Mayhem                 | Universal Studios Hollywood | 2014              | Coproducido con Illumination Entertainment y Ride Trade                                                                       |
| Despicable Me Minion Mayhem                 | Universal Studios Japan     | 2017              | Coproducido con Illumination Entertainment y Ride Trade                                                                       |
| Race Through New York Starring Jimmy Fallon | Universal Studios Florida   | 2017              | Efectos de Industrial Light & Magic                                                                                           |
| Fast & Furious Supercharged                 | Universal Studios Hollywood | 2015              | Visto en el Studio Tour. |
| Fast & Furious Supercharged                 | Universal Studios Florida   | 2018              | |
| The Bourne Stuntacular                      | Universal Studios Florida   | 2020              | |

### Atracciones físicas
| Proyecto                                               | Parque / Resort             | Fecha de apertura | Notas |
| ------------------------------------------------------ | --------------------------- | ----------------- | --- |
| Universal Pictures Backlot Tour                        | Universal Studios Hollywood | 1968              | Coproducido con Totally Fun Company, Ride & Show Engineering y Weta Digital                                 |
| Kongfrontation                                         | Universal Studios Florida   | 1990              | Coproducido con Totally Fun Company                                                                         |
| Earthquake: The Big One                                | Universal Studios Florida   | 1990              | Coproducido con Ride & Show Engineering y Totally Fun Company                                               |
| Jaws                                                   | Universal Studios Florida   | 1990              | Coproducido con Ride & Show Engineering, Landmark Entertainment, Amblin Entertainment y Totally Fun Company |
| Jaws                                                   | Universal Studios Japan     | 2001              | Coproducido con Ride & Show Engineering, Landmark Entertainment, Amblin Entertainment y Totally Fun Company |
| E.T. Adventure                                         | Universal Studios Florida   | 1990              | Coproducido con Amblin Entertainment y Sally Corporation                                                    |
| E.T. Adventure                                         | Universal Studios Hollywood | 1991              | Coproducido con Amblin Entertainment y Sally Corporation                                                    |
| E.T. Adventure                                         | Universal Studios Japan     | 2001              | Coproducido con Amblin Entertainment y Sally Corporation                                                    |
| Back to the Future: The Ride                           | Universal Studios Florida   | 1991              | Cerrado en 2007                                                                                             |
| Back to the Future: The Ride                           | Universal Studios Hollywood | 1993              | Cerrado en 2007                                                                                             |
| Backdraft                                              | Universal Studios Hollywood | 1991              | |
| Backdraft                                              | Universal Studios Japan     | 2001              | |
| Jurassic Park: The Ride                                | Universal Studios Hollywood | 1996              | Coproducido con Amblin Entertainment                                                                        |
| Jurassic Park: The Ride                                | Islands of Adventure        | 1999              | Coproducido con Amblin Entertainment                                                                        |
| Jurassic Park: The Ride                                | Universal Studios Japan     | 2001              | Coproducido con Amblin Entertainment                                                                        |
| Twister...Ride it Out                                  | Universal Studios Florida   | 1998              | Coproducido con Warner Bros. Recreation Group y Amblin Entertainment                                        |
| Men in Black: Alien Attack                             | Universal Studios Florida   | 2000              | Coproducido con Columbia Pictures, Amblin Entertainment y Landmark Entertainment                            |
| Disaster!: A Major Motion Picture Ride...Starring You! | Universal Studios Florida   | 2008              | |
| Transformers: The Ride 3D                              | Universal Studios Singapore | 2011              | Coproducido con Paramount Pictures, Amblin Entertainment y Digital Domain                                   |
| Transformers: The Ride 3D                              | Universal Studios Hollywood | 2012              | Coproducido con Paramount Pictures, Amblin Entertainment y Digital Domain                                   |
| Transformers: The Ride 3D                              | Universal Studios Florida   | 2013              | Coproducido con Paramount Pictures, Amblin Entertainment y Digital Domain                                   |
| Silly Swirly Fun Ride                                  | Universal Studios Hollywood | 2014              | |
| Freeze Ray Sliders                                     | Universal Studios Japan     | 2018              | |
| Jurassic World - The Ride                              | Universal Studios Hollywood | 2019              | |

### Espectáculos
| Proyecto                                                       | Parque / Resort             | Fecha de apertura | Notas                                                     |
| -------------------------------------------------------------- | --------------------------- | ----------------- | --------------------------------------------------------- |
| The Land of a Thousand Faces                                   | Universal Studios Hollywood | 1975              |                                                           |
| The Wild Wild Wild West Stunt Show                             | Universal Studios Hollywood | 1980              | Coproducido con Landmark Entertainment                    |
| The Wild Wild Wild West Stunt Show                             | Universal Studios Florida   | 1991              | Coproducido con Landmark Entertainment                    |
| The Wild Wild Wild West Stunt Show                             | Universal Studios Japan     | 2001              | Coproducido con Landmark Entertainment                    |
| Nickelodeon Studios                                            | Universal Studios Florida   | 1990              | Coproducido con Nickelodeon                               |
| Murder, She Wrote Mystery Theatre                              | Universal Studios Florida   | 1990              |                                                           |
| Ghostbusters Spooktacular                                      | Universal Studios Florida   | 1990              | Coproducido con Columbia Pictures, Landmark Entertainment |
| An American Tail Theatre                                       | Universal Studios Florida   | 1990              |                                                           |
| Animal Actors                                                  | Universal Studios Florida   | 1990              |                                                           |
| Universal's Horror Make-Up Show                                | Universal Studios Florida   | 1990              |                                                           |
| The Boneyard                                                   | Universal Studios Florida   | 1990              | Cerrado en 2008                                           |
| The Funtastic World of Hanna-Barbera                           | Universal Studios Florida   | 1990              | Cerrado en 2002                                           |
| The Adventures of Rocky and Bullwinkle Show                    | Universal Studios Florida   | 1992              | Cerrado en 1993                                           |
| Alfred Hitchcock: The Art of Making Movies                     | Universal Studios Florida   | 1990              | Cerrado en 2003                                           |
| A Day in the Park with Barney                                  | Universal Studios Florida   | 1995              |                                                           |
| The Eighth Voyage of Sinbad                                    | Islas de la Aventura        | 1999              |                                                           |
| Fear Factor Live                                               | Universal Studios Florida   | 2005              |                                                           |
| Fear Factor Live                                               | Universal Studios Hollywood | 2005              |                                                           |
| Universal 360: A Cinesphere Spectacular                        | Universal Studios Florida   | 2006              |                                                           |
| Creature from the Black Lagoon: The Musical                    | Universal Studios Hollywood | 2009              | Coproducido con las atracciones de Broadway               |
| Special Effects Stage                                          | Universal Studios Hollywood | 2010              |                                                           |
| Lights! Camera! Action! Hosted by Steven Spielberg             | Universal Studios Singapore | 2010              |                                                           |
| Universal's Cinematic Spectacular: 100 Years of Movie Memories | Universal Studios Florida   | 2012              |                                                           |
| Sing On Tour                                                   | Universal Studios Japan     | 2019              |                                                           |

### Montañas rusas
| Proyecto                                       | Parque / Resort                  | Fecha de apertura | Notas                                                                                          |
| ---------------------------------------------- | -------------------------------- | ----------------- | ---------------------------------------------------------------------------------------------- |
| Dragon Challenge                               | Universal's Islands of Adventure | 1999, 2010        | Anteriormente conocido como Dueling Dragones, coproducidos con Warner Bros. Recreation Group   |
| The Incredible Hulk Coaster                    | Universal's Islands of Adventure | 1999              | Coproducido con Diversión de Maravilla                                                         |
| Woody Woodpecker's Nuthouse Coaster            | Universal Studios Florida        | 1999              |                                                                                                |
| Flight of the Hippogriff                       | Universal's Islands of Adventure | 2000, 2010        | Anteriormente sabido como El Unicornio de Vuelo, Coproducido con Warner Bros. Recreation Group |
| Flight of the Hippogriff                       | Universal Studios Japan          | 2014              | Anteriormente sabido como El Unicornio de Vuelo, Coproducido con Warner Bros. Recreation Group |
| Flight of the Hippogriff                       | Universal Studios Hollywood      | 2016              | Anteriormente sabido como El Unicornio de Vuelo, Coproducido con Warner Bros. Recreation Group |
| Revenge of the Mummy                           | Universal Studios Florida        | 2004              | Coproducción con Alphaville                                                                    |
| Revenge of the Mummy                           | Universal Studios Hollywood      | 2004              | Coproducción con Alphaville                                                                    |
| Revenge of the Mummy                           | Universal Studios Singapore      | 2010              | Coproducción con Alphaville                                                                    |
| Hollywood Rip Ride Rockit                      | Universal Studios Florida        | 2009              | Fabricante de paseo Maurer Sohne                                                               |
| Hollywood Dream – The Ride                     | Universal Studios Japan          | 2007              | Fabricante de paseo Bolliger & Mabillard                                                       |
| Space Fantasy – The Ride                       | Universal Studios Japan          | 2010              | Fabricante de paseo Mack Paseos                                                                |
| Hagrid's Magical Creatures Motorbike Adventure | Universal's Islands of Adventure | 2019              |                                                                                                |